# Tara (Baglung)
Tara (nep. तारा) – gaun wikas samiti w zachodniej części Nepalu w strefie Dhawalagiri w dystrykcie Baglung. Według nepalskiego spisu powszechnego z 2011 roku liczył on 845 gospodarstw domowych i 4347 mieszkańców (2371 kobiet i 1976 mężczyzn).